# Erika Ullberg

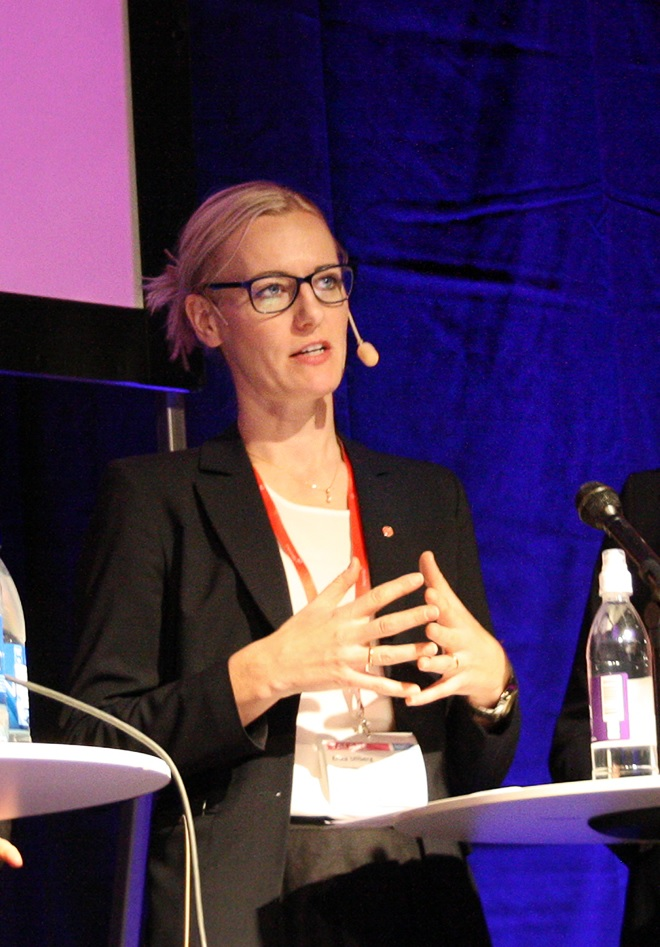
Erika Ullberg vid Kvalitetsmässan, november 2017.

Anna Erika Ullberg, född 5 juli 1978 i Vattlång, Nordanstigs kommun, är en svensk tidigare socialdemokratisk regionpolitiker. Under 2011 blev hon trafiklandstingsråd i opposition och vice ordförande i SL och Waxholmsbolaget. Oktober 2014 blev hon gruppledare för Socialdemokraterna och oppositionslandstingsråd i Stockholms läns landsting, nuvarande Region Stockholm, med ansvar för finansfrågor. I denna roll gjorde hon sig känd som en ihärdig kritiker av det borgerliga landstingsstyrets sätt att hantera uppförandet av sjukhuset Nya Karolinska Solna. 2015 tog Ullberg plats i styrelsen för Sveriges Kommuner och Regioner, och 2017 valdes Ullberg till ordförande för storregionala Mälardalsrådet. 
Under våren 2019 aviserade Erika Ullberg att hon ville lämna sina politiska uppdrag och i september lämnade hon över till sin efterträdare Aida Hadžialić. 
Ullberg har varit vice ordförande i Stockholms läns socialdemokratiska partidistrikt och har genomgått Socialdemokraternas högsta ledarutbildning (steg 4). Ullberg har studerat vid Södertörns högskola och är fil. kand. i statsvetenskap. Mellan 2007 och 2010 arbetade hon som kommunikationschef för Svenska Gasföreningen. Under mandatperioden 2002–2006 var Ullberg pressekreterare på Utbildnings- och kulturdepartementet. Mellan 2000 och 2002 var hon politisk redaktör för Folkbladet i Östergötland.
2013–2014 genomgick Ullberg talangutvecklingsprogrammet Novare Future Leaders. 
Ullberg gick med i SSU som 16-åring och har varit vice ordförande i Stockholms läns SSU-distrikt. Hon har även bakgrund i Socialdemokratiska studentförbundet (S-studenter) och var bland annat initiativtagare till och första ordförande i Sapere Aude, studentklubben på Södertörns högskola. Härtill har hon varit redaktör för S-studenters förbundstidning Libertas.
Ullberg är gift med politikern Emil Högberg.